# Fabrice Mercury
Fabrice Mercury (né le 6 août 1981 en Guadeloupe) est un joueur de football français, international guadeloupéen, qui évolue au poste de gardien de but.

## Biographie

### Carrière en sélection
Avec l'équipe de Guadeloupe, il joue 12 matchs officiels (pour aucun but inscrit) entre 2002 et 2007. Il figure notamment dans le groupe des sélectionnés lors des Gold Cup de 2007 et de 2011.